# Delaware State Route 9
Die Delaware State Route 9 (kurz DE 9) ist eine in Nord-Süd-Richtung verlaufende State Route im US-Bundesstaat Delaware.

## Verlauf

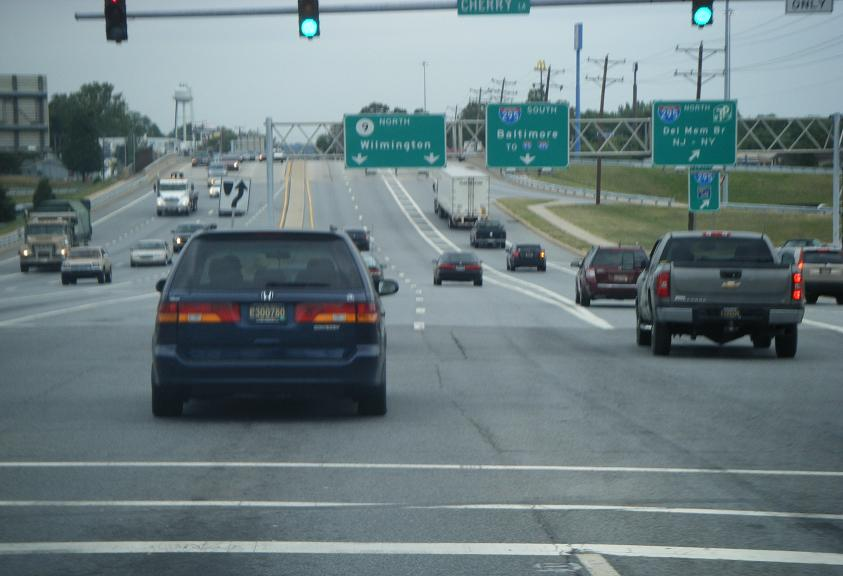
Die DE 9 vor dem Kreuz mit der Interstate 295

Nach der Abzweigung von der Delaware State Route 1 südlich der Dover Air Force Base verläuft die DE 9 in nördlicher Richtung parallel zur DE 1 sowie zur Delaware Bay und passiert dabei die Dover Air Force Base. Nördlich von Little Creek zweigt die Delaware State Route 8 ab, nahe Smyrna die State Route 6 sowie in Leipsic die State Route 42. Auf diesem Abschnitt passiert sie unter anderem den Reedy Island Range Rear Light, einen historischen Leuchtturm, bevor bei Odessa die Delaware State Route 299 abzweigt. Mit der Reedy Point Bridge überquert die Straße den Chesapeake and Delaware Canal und trifft im Anschluss östlich von Delaware City auf die DE 72 trifft.
Die Delaware State Route 9 erreicht mit New Castle den Großraum von Wilmington, der größten Stadt in Delaware. Im Westen der Stadt zweigen die Delaware State Routes 141 und 273 ab. Im Osten von Wilmington Manor kreuzt sie die Trasse der Interstate 295 und des U.S. Highways 40 sowie kurz darauf die Interstate 495. Der Anschluss an die I-495 bildet die Delaware State Route 9A. Im Süden von Wilmington nutzt der U.S. Highway 13 für etwa einen Kilometer die Trasse der DE 9. Nach der Überquerung des Christina Rivers trennen sie sich bereits wieder und die State Route führt in westlicher Richtung auf der 4th Street durch das Stadtzentrum. Auf dieser Straße trifft sie auf die gemeinsame Trasse der Interstate 95 und des U.S. Highways 202, bevor sie nach 94 Kilometern in Wilmington an der Delaware State Route 2 endet.